# Francisco Morales Nieva
Francisco Morales Nieva (Valdepeñas, Castella-La Manxa, Espanya 1924 - 10 de novembre de 2016) fou un autor teatral i escenògraf espanyol.

## Biografia
Nascut el 29 de desembre de 1924 a Valdepeñas, va traslladar-se amb la seva família a Madrid vers el 1941 després d'haver escrit les seves primeres obres teatrals durant la Guerra Civil espanyola. A la ciutat castellana el seu pare el va fer relacionar-se amb el món escènic, ampliant els seus coneixements i horitzons.
Després d'entrar a l'Escola de Belles Arts de San Fernando el 1942 aconseguí, el 1953, una beca per estudiar pintura a París, on va relacionar-se amb Samuel Beckett, Fernando Arrabal, Bertolt Brecht i Eugène Ionesco. Després de col·laborar amb Pier Paolo Pasolini amb la seva primera pel·lícula Accattone va retornar a Madrid gràcies a Adolfo Marsillach, que li va demanar la cració dels decorats i vestuari de la seva obra Pigmalió.
Durant tota la seva vida va anar alternat la creació d'escenografies per obres de teatre així com la seva activitat de dramatúrgia. Així mateix també va participar en l'elaboració de decorats per al cinema a Chicas de club (Jordi Grau, 1972), Ana y los lobos (Carlos Saura, 1973), Habla mudita (Manuel Gutiérrez Aragón, 1973) i La prima Angélica (Carlos Saura, 1974); del vestuari a Bodas de Sangre (Carlos Saura, 1981); i del guió en l'adaptació televisiva Tirante el Blanco de 1987 per a TVE.
Entre els diversos premis aconseguits cal destacar el Premi "Mayte" el 1977, el Premi Nacional de Teatre d'Espanya el 1980, el Premi Príncep d'Astúries de les Lletres per la seva contínua renovació de la tradició teatral espanyola, per la seva creació verbal i la seva invenció d'espais escènics i el Premi Nacional de Literatura Dramàtica d'Espanya el 1992. Entre 1986 i 2016 va formar part de la Reial Acadèmia Espanyola de la Llengua.

## Obres publicades

### Dramatúrgia
- Tórtolas, crepúsculo y... telón (1953)
- Pelo de tormenta (1961)
- Aquelarre y negra noche de Nosferatu (1961)
- El combate de Ópalos y Tasia (1964)
- Es bueno no tener cabeza (1966)
- El maravilloso catarro de lord Bashaville (1967)
- Pelo de tormenta (1967)
- Malditas sean Coronada y sus hijas (1968)
- La carroza de plomo candente (1969)
- El rayo colgado y peste de loco amor (1969)
- La señora tártara (1969)
- Españoles bajo tierra (1973)
- El paño de injurias (1974)
- Coronada y el toro (1974)
- Sombra y quimera de Larra (1976)
- Delirio del amor hostil (1977)
- La magosta (1978)
- Salvator Rosa o El artista (1983)
- Catalina del demonio (1988)
- Centón de teatro (1997)
- De frailes y monstruos (1999)
- ¡Viva el estupor! (2005)
- Los mismos (2005)

### Adaptacions teatrals
- La paz (1977)
- El manuscrito encontrado en Zaragoza (1988)
- Las aventuras de Tirante el Blanco (1987)

### Novel·les
- El viaje a Pantaélica (1994)
- Granada (1994)
- La llama vestia de negro (1995)
- Oceánida (1996)
- Carne de murciélago (1998)